# Rhotanella thyrsis
Rhotanella thyrsis är en insektsart som beskrevs av Ronald Gordon Fennah 1970. Rhotanella thyrsis ingår i släktet Rhotanella och familjen Derbidae. Inga underarter finns listade i Catalogue of Life.